# 斯麻宿禰
斯麻宿禰（しま の すくね）は、4世紀（『日本書紀』神功皇后紀の記述をそのまま換算すると3世紀の人間であるが、本居宣長などによって神功皇后紀は120年繰り上がっていると指摘されている）に実在したとされる倭人である。

## 概要
斯麻宿禰は、『日本書紀』神功皇后紀46年春3月乙亥朔条にのみ登場する。同条「斯麻宿禰者，不知何姓人也。」と記されており、出自は不明である。田中俊明は、斯麻宿禰は『百済記』に記された人物であったと推察している。
神功皇后46年に、斯麻宿禰は神功によって卓淳国に派遣された。その卓淳国の王は、斯麻宿禰に「2年前の甲子年（神功44年）に、百済の遣いの久氐等3人が来て、百済王（肖古王あるいは近肖古王）が倭国に朝貢したいが、道を知らないため、もし倭国の使人が来たら知らせてほしいと言われている」と伝えたため、斯麻宿禰は自身の従者である爾波移と卓淳人の過古の2人を百済に派遣し、百済王はおおいに悦び珍宝を奉り、斯麻宿禰と従者はそれを持って倭に帰還した。
仁藤敦史は、職麻那那加比跪を「しまななかひこ」とし、斯麻宿禰と同一人物であると主張した。